# La nao capitana
La nao capitana és una pel·lícula espanyola pseudohistòrica d'aventures estrenada en 1947. Fou dirigida per Florián Rey i entre els protagonistes destacats hi eren actors importants d'aquells anys com Manuel Luna, Jesús Tordesillas, Jorge Mistral o José María Lado. La crítica va considerar la pel·lícula mediocre i anticuada, amb una posada en escena considerada avorrida; el guió és considerat lent i la música pobra.

## Argument
Basat en la novel·la homònima de Ricardo Baroja y Nessi, narra les peripècies de la nau Capitana de travessia de Sevilla fins a Amèrica amb els dilemes d'un polissó morisc enamorat de la filla d'un dels viatgers. Intentarà revoltar la tripulació i després de fracassar serà jutjat i executat.

## Protagonistes
- Paola Bárbara - Donya Estrella
- Manuel Luna - El fugitiu
- José Nieto - Capità Pedro Ruiz
- Jorge Mistral - Martín Villalba
- Jesús Tordesillas - Don Antonio
- Raquel Rodrigo - Donya Leonor
- José María Lado - Maestre Barrios
- Rafael Calvo - Frai Gutiérrez

## Premis
Tercera edició de les Medalles del Cercle d'Escriptors Cinematogràfics
| Categoria              | Nominats          | Resultat  |
| ---------------------- | ----------------- | --------- |
| Millor actor secundari | Jesús Tordesillas | Guanyador |